# Mutatoderma
Mutatoderma (Parmasto) C.E. Gómez – rodzaj grzybów z rzędu żagwiowców (Polyporales). W Polsce występuje jeden gatunek – Mutatoderma mutatum.

## Systematyka i nazewnictwo
Pozycja w klasyfikacji według Index Fungorum: Hyphodermataceae, Polyporales, Incertae sedis, Agaricomycetes, Agaricomycotina, Basidiomycota, Fungi.
Synonimy: Hyphoderma sect. Mutatoderma Parmasto.

## Gatunki
- Mutatoderma brunneocontextum C.E. Gómez 1976
- Mutatoderma heterocystidia (Burt) C.E. Gómez 1976
- Mutatoderma mutatum (Peck) C.E. Gómez 1976 – strzępkoskórka zmienna
- Mutatoderma populneum (Peck) C.E. Gómez 1976

Nazwy naukowe na podstawie Index Fungorum. Nazwa polska według W. Wojewody.